# Édouard Roche

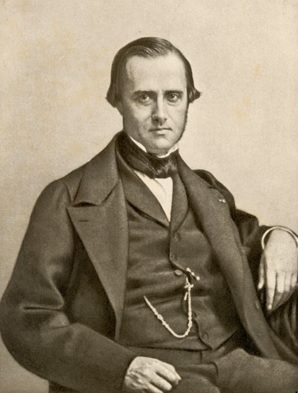
Édouard Albert Roche

Édouard Albert Roche (ur. 17 października 1820 w Montpellier, zm. 18 kwietnia 1883 tamże) – francuski astronom i matematyk, najbardziej znany ze swych prac dotyczących mechaniki nieba. Od jego nazwiska pochodzą pojęcia jak granica Roche’a, powierzchnia Roche’a i strefa Roche’a.

## Życiorys
Urodził się w Montpellier w 1820 roku. Studiował na Uniwersytecie w Montpellier, w 1844 otrzymał tytuł docteur èn sciences. Kolejne trzy lata spędził w Obserwatorium paryskim, gdzie pracował pod nadzorem François Arago. W 1849 został wykładowcą na Uniwersytecie w Montpellier, a w 1852 profesorem matematyki czystej.
Roche przeprowadził matematyczne badania nad hipotezą słonecznej mgławicy Pierre’a Laplace’a, a swoje rezultaty zaprezentował w serii artykułów dla Akademii Montpellier od czasu mianowania do 1877. Najważniejsze z nich dotyczyły komet (1860) i jego własnej hipotezy słonecznej mgławicy (1873). Roche przeprowadził również studia nad wpływem silnych pól grawitacyjnych na roje małych cząstek.

## Upamiętnienie
Na cześć uczonego jedną z planetoid nazwano (38237) Roche.